# Mario Giubertoni
Mario Giubertoni (Moglia, 8 dicembre 1945) è un ex calciatore italiano, di ruolo difensore.

## Carriera
Cresciuto dalla squadra della sua città natale (Moglia), passa nell'estate 1964 al Palermo, che all'epoca milita in Serie B, dove si impone fin dalla prima stagione come titolare fisso, mostrando le sue qualità di difensore roccioso, specializzato nella classica marcatura a uomo del gioco all'italiana. Al quarto anno di B coi siciliani si aggiudica il campionato di Serie B con conseguente promozione in massima serie. Resta coi rosanero per la due successive stagioni in Serie A, la seconda delle quali conclusa con la retrocessione.

Mario Giubertoni con la maglia del Palermo

Nell'estate 1970 viene acquistato dall'Inter insieme al compagno di squadra Sergio Pellizzaro. Anche a Milano si impone subito come titolare contribuendo nella prima stagione con 27 presenze alla conquista dello scudetto. L'annata successiva è protagonista, oltre che in campionato (annata nella quale realizza la sua unica rete in campionato con l'Inter, nel successo interno col Napoli), anche in Coppa dei Campioni, raggiungendo coi nerazzurri la finale di Rotterdam contro l'Ajax: schierato come titolare, si infortuna tuttavia intorno al decimo minuto dell'incontro, per un duro intervento a centrocampo del difensore avversario Horst Blankenburg, dovendo abbandonare il campo.
Resta in nerazzurro per altre quattro stagioni, componendo a lungo un'affiatata coppia centrale difensiva prima con Tarcisio Burgnich e poi con Giacinto Facchetti. Passa poi nel 1976 al Verona ma in gialloblù disputa solo 7 incontri di campionato, prima di chiudere la carriera agonistica a fine stagione a 32 anni non ancora compiuti.
In carriera ha totalizzato complessivamente 219 presenze e 2 reti in Serie A, e 141 presenze e 1 rete in Serie B, mentre, nonostante la lunga militanza in una squadra di vertice come l'Inter, non ha collezionato presenze in nazionale maggiore.

## Dopo il ritiro
Dai primi anni ottanta ha aperto un maglificio a Novi di Modena, rilevato poi dal suo primogenito Simon Pietro. Negli anni novanta ha acquistato alcuni appezzamenti di terreno, sempre a Novi di Modena, e ha iniziato l'attività di agricoltore.

## Nella cultura di massa
Il nome di Giubertoni è celebre fra i collezionisti di figurine Calciatori Panini in quanto la sua riproduzione, in particolare quella relativa alla stagione Serie A, era ritenuta particolarmente rara, se non addirittura introvabile. La cosa ha ispirato il libro-gioco di Domenico di Giorgio, significativamente intitolato Facchetti celo, Giubertoni manca!.

## Palmarès

### Competizioni nazionali
- Campionato italiano di Serie B: 1

Palermo: 1967-1968
- Campionato italiano: 1

Inter: 1970-1971